# دبليو. ك. هاستينغز
دبليو. ك. هاستينغز هو إحصائي كندي، ولد في 21 يوليو 1930 في تورونتو في كندا، وتوفي في 13 مايو 2016.